# Bière du Corsaire Cuvée Spéciale
Bière du Corsaire Cuvée Spéciale is een Belgisch bier van hoge gisting.
Het bier wordt sinds 1992 gebrouwen in Brouwerij Huyghe te Melle.
Het is een goudblond bier met een alcoholpercentage van 9,4%.